# 戴維森-革末實驗

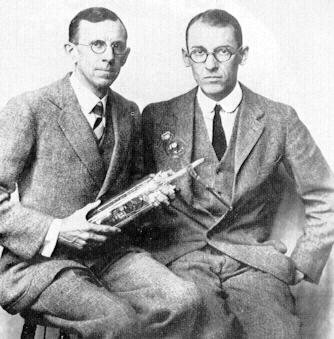
柯林頓·戴維森（左邊）和雷斯特·革末（右邊），1927 年。戴維森手中拿著電子繞射實驗的儀器。

戴維森-革末實驗是柯林頓·戴維森與雷斯特·革末設計與研究成功的一個量子力學實驗。他們用低速電子入射於鎳晶體，取得電子的繞射圖案。發表於 1927 年，這實驗為德布羅意假說（所有物質都具有波的性質，即波粒二象性），提供了不可否定的證據。因此，戴維森獲得了諾貝爾物理學獎。在量子力學的發展史上，這實驗證實了其正確性，使得那時剛創立的量子力學，獲得了物理學家的廣泛接受。

## 歷史
1924 年，路易·德布羅意發表了他的博士論文。在論文裏，他建議一個新穎的點子：所有的物質都具有波的性質。根據德布羅意，粒子的能量 {\displaystyle E\,\!} 與其物質波的頻率 {\displaystyle \nu \,\!} 的關係為
{\displaystyle E=h\nu \,\!} ；
其中，{\displaystyle h\,\!} 是普朗克常數；
還有，粒子的動量 {\displaystyle p\,\!} 與其物質波的波長 {\displaystyle \lambda \,\!} 的關係為
{\displaystyle p={\frac {h}{\lambda }},\,\!} 。
這關係稱為德布羅意關係。
1926 年，在知道戴維森-革末實驗的初步結果之後，瓦爾特·愛爾沙色 () 試著尋找一個能夠解釋這結果的理論。他發覺，這是電子的繞射現象，類似於 X射線的晶體繞射。

1927 年，在貝爾實驗室，戴維森與革末將低速電子入射於一個鎳晶體標靶。他們細心地測量散射到每個角度的電子強度。他們發覺繞射圖案與威廉·布拉格預測的 X射線的繞射圖案相同。戴維森-革末實驗證實了德布羅意假說的正確性。這個實驗與康普頓散射實驗，證實了量子力學理論的一個基本角柱：波粒二象性。

## 實驗

實驗設計圖。

在戴維森-革末實驗裏，一個電子槍連續地射出一束電子，以直角角度，入射在一個鎳晶體（垂直於晶體的表面）。電子槍內部的金屬絲，在經過加熱後，釋放出熱受激態電子。這些電子經過位勢差 {\displaystyle V\,\!} 的加速，給予了它們動能 {\displaystyle eV\,\!} 。在與鎳晶體碰撞後，電子會朝各個方向散射出去。使用電子偵測器，可以測量出來電子的散射強度與散射角度的數據關係。在散射角度為 {\displaystyle 65^{\circ }\,\!} 的方向，戴維森與革末發現散射強度特別顯著。
布拉格定律 (Bragg's law) 的方程式為
{\displaystyle n\lambda =2d\sin \theta \,\!} ；
其中，{\displaystyle n\,\!} 是正值整數，{\displaystyle \lambda \,\!} 是波長，{\displaystyle d\,\!} 是晶體表面原子與原子之間的距離，{\displaystyle \theta \,\!} 是入射線與晶體平面之間的角度。
散射角度 {\displaystyle \phi \,\!} 與入射角度 {\displaystyle \theta \,\!} 的關係是
{\displaystyle \theta =90^{\circ }-{\frac {\phi }{2}}\,\!} 。
代入布拉格定律方程式，則可得到
{\displaystyle n\lambda =2d\sin \left(90^{\circ }-{\frac {\phi }{2}}\right)=2d\cos(\phi /2)\,\!} 。
設定 {\displaystyle n=1\,\!} ，{\displaystyle d=0.091nm\,\!} 為鎳晶體表面原子與原子之間的距離，{\displaystyle \phi =50^{\circ }\,\!} 。我們可以計算出，波長是 {\displaystyle \lambda =0.165nm\,\!} 。這正好是 {\displaystyle 54eV\,\!} 電子的德布羅意波長。

## 參閱
- 光電效應
- 莫塞萊定律